# Sense (Werkzeug)

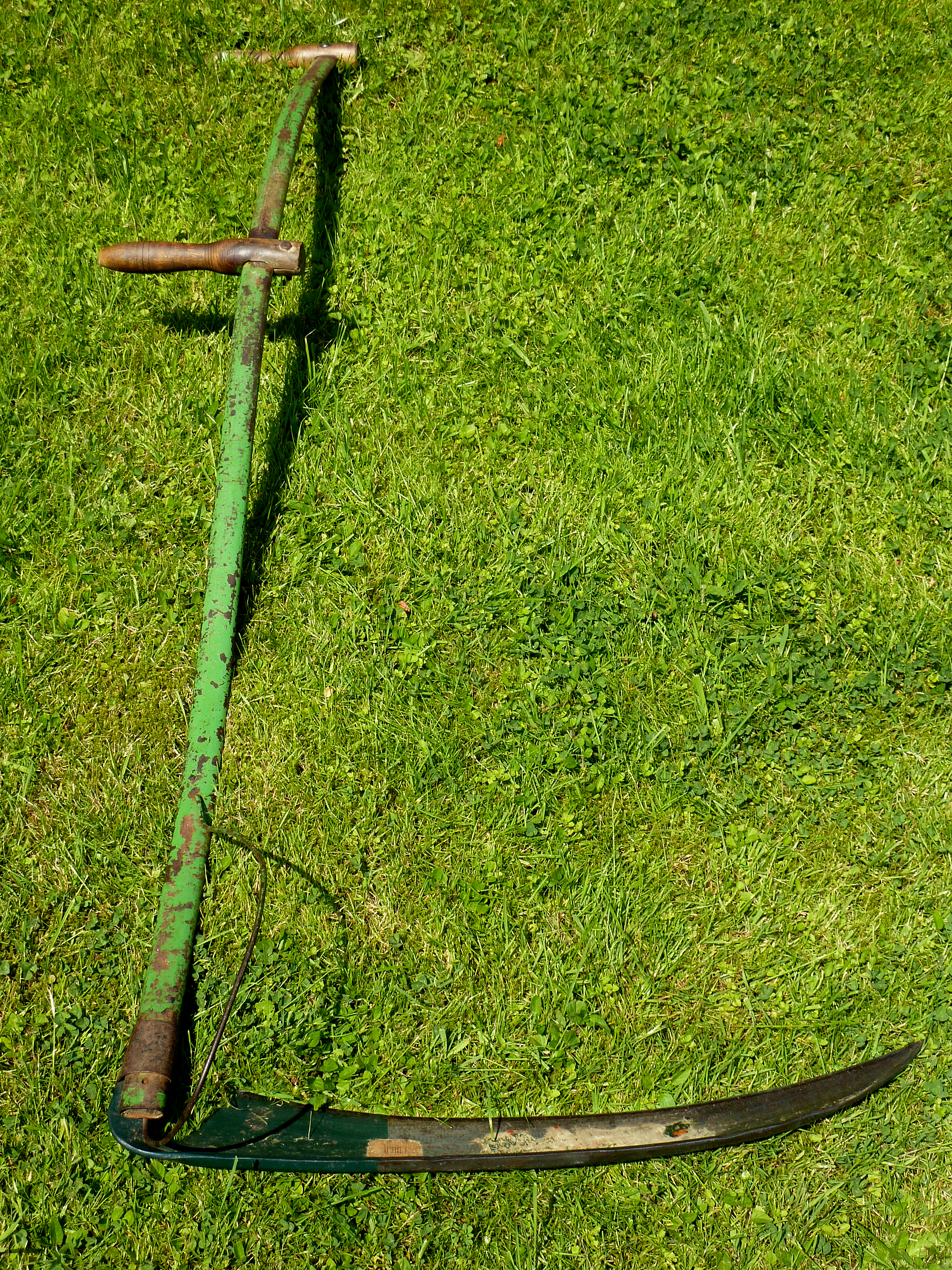
Eine Buschsense

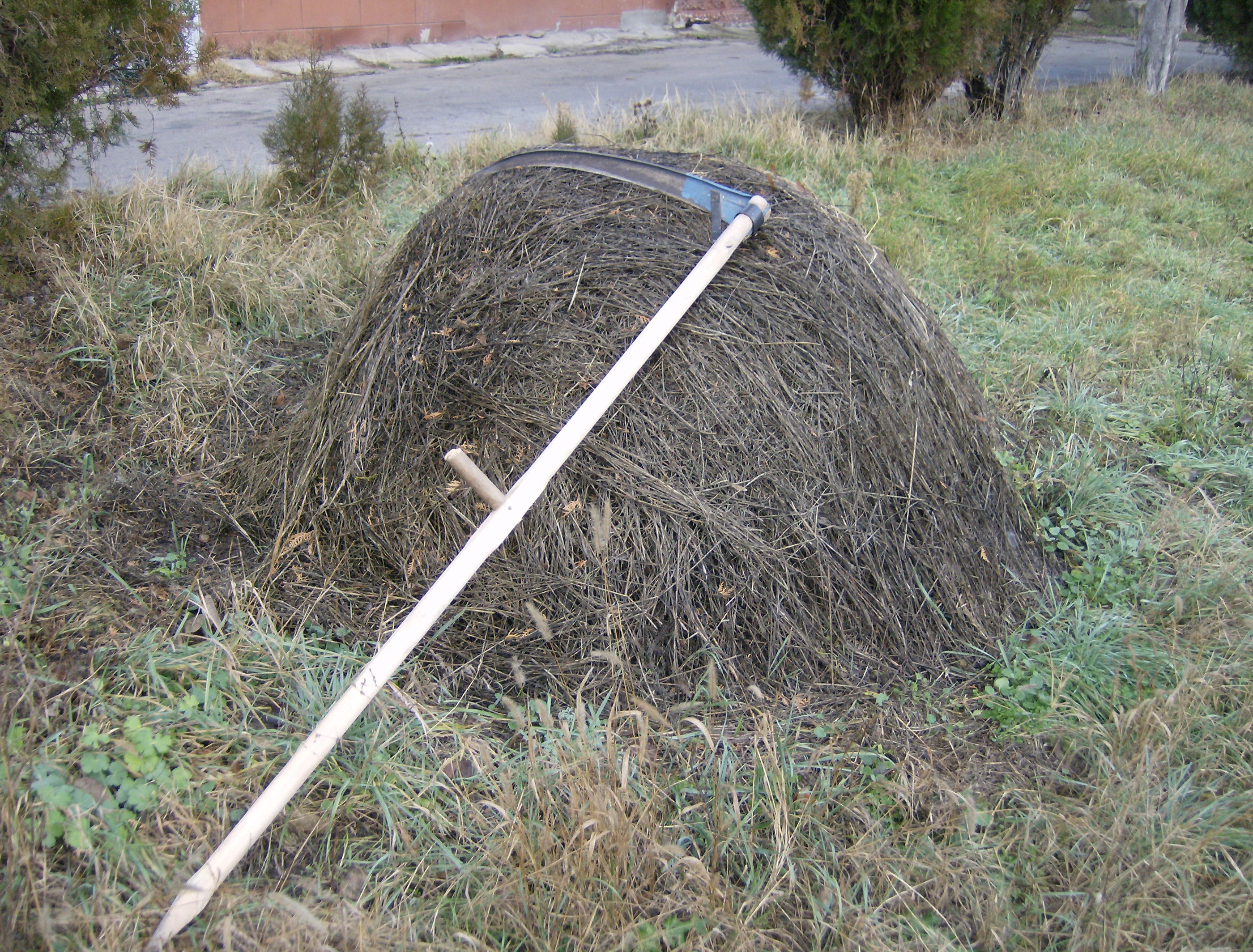

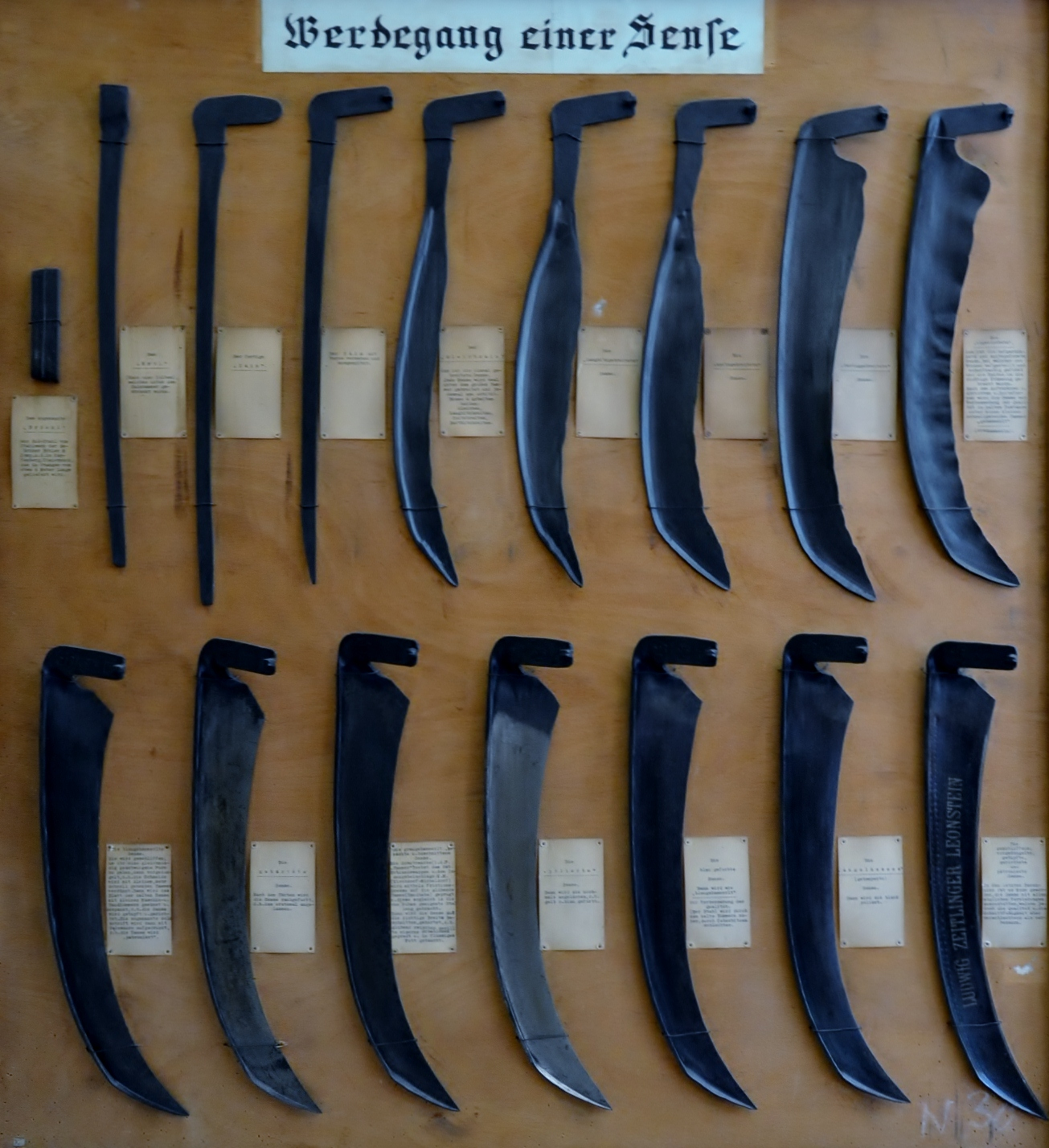
Der Werdegang einer Sense, wie er im Sensenwerk durchgeführt wird. Diese Wandtafel ist im Museum der Stadt Steyr neben weiteren ausgestellt

Die Sense (althochdeutsch segensa, segansa‚ die Schneidende‘ (zu segōn sägen, schneiden)) ist ein Werkzeug zum Mähen von Gras, Getreide und kleinen Büschen.

## Bestandteile

### Sensenblatt
Die in Mitteleuropa übliche Sense hat eine für die normale Grünland-Mahd ca. 60–80 cm lange, hinten breite und sich nach vorne zu einer Spitze verjüngende, einwärts (zum Mäher hin) gebogene und im Profil leicht nach unten gewölbte Klinge aus geschmiedetem Stahl, das so genannte Sensenblatt. Meist ist über die gesamte Blattlänge noch eine leichte Aufwärtsbiegung zur Spitze hin eingearbeitet, um ein sauberes Gleiten im Schwung zu ermöglichen und das Steckenbleiben im Erdreich zu verhindern. Sensenblätter für Busch- oder Freistellungssensen sind in der Regel kürzer (ca. 50 cm) und massiver; geübte Mäher verwenden längere Blätter (über 80 cm Länge), für Sensenmäh-Wettbewerbe werden fallweise bis zu 1,30 m lange Blätter verwendet. Das Sensenblatt lässt sich unterteilen in die Schneide mit dem Dengel (ein ca. 5 mm breiter Teil des Schneidblattes mit der eigentlichen Schneidkante), davon abgewandt der zur Versteifung des Blattes aufgestellte  Rücken und die Hamme, der Ansatz, mit dem es mit dem Stiel verbunden wird. Oben auf der Hamme befindet sich die Warze, eine angeschmiedete Erhebung, die in ein Loch am Stiel eingreift und eine gewisse Grundposition des Blattes bei der Montage fixiert. Der der Spitze gegenüber liegende Teil der Schneide wird als Bart bezeichnet. Die überwiegende Mehrheit der erhältlichen Blätter ist für Rechtshänder ausgelegt, d. h. in der Praxis, dass das Blatt während der Bewegung von rechts nach links schneidet. Einige Modelle sind aber auch als Linkshänder-Ausführungen erhältlich, die dann von links nach rechts schneiden.

### Sensenwurf
Zum Führen der Sense wird ein Holz- oder Metallstiel verwendet, der regional unterschiedlich als „Worb“, „Wurf“, „Sensenbaum“, „Sensenstiel“ oder „Sensengriff“ bezeichnet wird. Die Länge richtet sich vorwiegend nach der Körpergröße des Benutzers und dem Einsatzgebiet der Sense. Der Sensenbaum kann gerade oder s-förmig geschweift ausgeführt sein. Im ungefähr hüftbreiten Abstand sind am Stiel zwei rechtwinklig abstehende Griffe angebracht, der vordere Griff ist dabei meist an einer L-förmigen Verlängerung angebracht, um durch den dadurch entstehenden Neigungswinkel ein entspanntes und ergonomisches Arbeiten zu ermöglichen. Der hintere Griff ist meist direkt am Sensenwurf angebracht. Je nach Region kommen sehr verschiedenen Techniken und Werkstoffe bei der Ausführung der Griffe zur Anwendung. Am unteren Ende wird der Sensenbaum mit dem Sensenblatt verbunden. Bei der in Mitteleuropa üblichen Befestigungsweise wird die Hamme des Sensenblattes mit den Madenschrauben des Sensenringes von unten gegen den Wurf bzw. dessen Beschlagblech geklemmt; eine gewisse Grundposition wird durch die von der Hamme aufragende Warze erreicht, die in einem entsprechenden Loch im Wurf oder Beschlagblech einrastet. Diese Befestigungsart erlaubt in gewissen Grenzen die Einstellung der Winkel zwischen Blatt und Wurf. Eine ältere Befestigungsart nutzt einen Metallring und einen Holzkeil.

### Reff
Das Reff war ein aus Holz hergestellter rechenartiger Anbau an der Sense für die Getreideernte. Es bestand aus einem Holzbügel und Sprossen. Durch die Vorrichtung wurden bei jeder Schnittbewegung die Getreidehalme gesammelt und schwadförmig beiseite gerafft. Eine mit einem Reff ausgerüstete Sense nannte man auch Korbsense.  Die Schneide der bei Korbsensen genutzten Sensenblätter war in Abhängigkeit von der beabsichtigten Stoppelhöhe schräg nach oben gerichtet; hierdurch erfolgte zugleich ein schräger, ziehender Schnitt durch die Halme.

## Fertigung
Hochwertige Sensenblätter werden in einem sogenannten Hammerwerk von Hand geschmiedet. Auf die Fertigung von Sensen spezialisierte Hammerwerke werden auch Sensenhammer genannt. Bei der Herstellung werden vom Rohmaterial („Sensenbröckl“) bis zum fertigen Blatt oft über 20 Arbeitsschritte und mehrere „Hitzen“ (erneutes Aufheizen des Werkstückes auf Schmiedetemperatur) benötigt. Es sind auch billige Sensenblätter, vorwiegend in Baumärkten, erhältlich, die lediglich maschinell gestanzt und gewalzt oder in stark vereinfachten Schmiedeverfahren ohne besonderen handwerklichen Anspruch geformt sind („halbgeschmiedet“) und dadurch nicht die Mähleistung, Schnitthaltigkeit und Lebensdauer eines guten handgeschmiedeten Sensenblattes erbringen. Oftmals sind die Schneiden solcher Billigsensen so dick ausgeschmiedet, dass ein Dengeln nicht möglich ist, da die Schneide zu dick zum Kaltverformen ist oder aufgrund der Sprödheit Risse entstehen.

## Nutzung und Pflege

### Mähtechnik

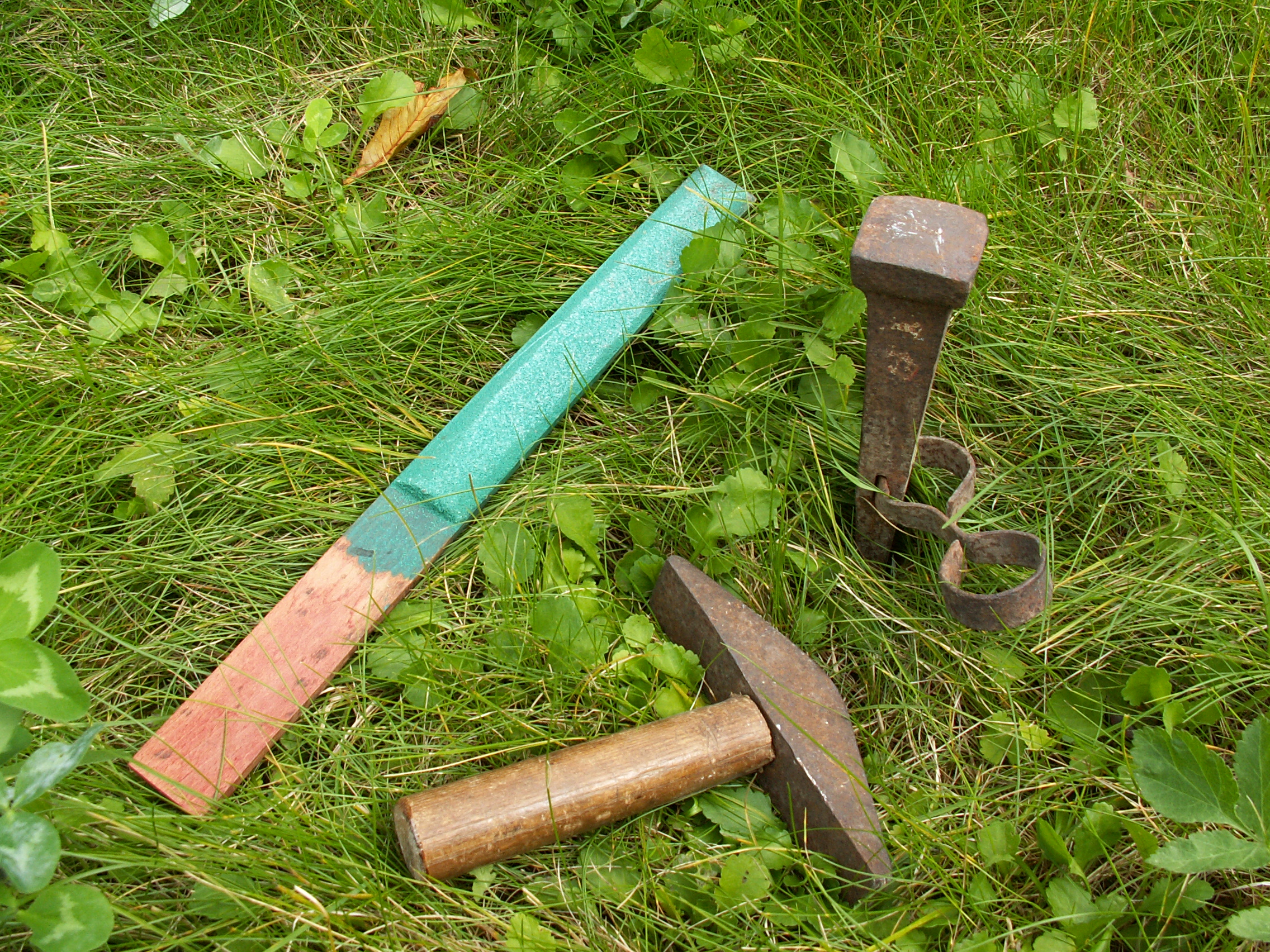
Sensenstreicher, Dengelamboss und Dengelhammer

Der Mähende steht mit körperbreit aufgesetzten Füßen in Richtung seiner Mähbahn. Die Drehbewegung wird aus dem Rumpf und den Armen erzeugt. Das Blatt wird in schwingenden Bewegungen (Schnittrichtung üblicherweise von rechts nach links) bogenförmig dicht über dem Boden gleitend, zügig, jedoch ohne übertriebenen Krafteinsatz durch das zu erntende Schnittgut geführt, je nach Platz und Gelände wird dabei annähernd ein Halbkreis mit 180 Grad beschrieben. Hackende oder rupfende Bewegungen sind zu vermeiden, oft sind dies Anzeichen für eine mangelnde Schärfe der Sense. In zahlreichen Filmen wird der Bewegungsablauf heute falsch gezeigt: Oft holt hier der Arbeiter ähnlich wie mit einem Golfschläger aus und führt die Sense beim Rückschwung in einer weit ausholenden Bewegung vom Boden weg. Diese Darstellung entspringt einer laienhaften Vorstellung der Arbeit mit einer Sense.

### Schärfen der Schneide
Das Sensenblatt muss bei Gebrauch regelmäßig gepflegt werden. Das bedeutet einmal in kürzeren Abständen das Nachschärfen mit einem Sensenstreicher oder einem Wetzstein, den man in einem wassergefüllten Wetzsteinhalter („Kumpf“) mit sich führt, zum anderen das „Dengeln“, wobei der Dengel entweder mittels der Finne des Dengelhammers auf einem flachen Amboss oder mit der flachen Bahn des Hammers auf einem schmalen Amboss vom Bart zur Spitze und zurück ausgehämmert wird. Das Dengeln dient zum Austreiben (Verdünnen) und zur Härtung der Schneide, wodurch eine Schärfung und wesentlich höhere Standzeit eintritt. Durch diese Art der kalten Verformung kann man auch Scharten bis zu etwa 5 Millimeter Tiefe in der Schneide austreiben. Bei der in Mitteleuropa üblichen Sense bedingt erst ein gut ausgeführter Dengel die Möglichkeit, mit nur kurzen Nachwetz-Unterbrechungen auf dem Feld über eine längere Einsatzzeit eine gute Schärfe aufrechtzuerhalten. Sogenannte Schleifsensen, die ursprünglich in Skandinavien und Nordamerika üblich waren, werden nicht gedengelt, sondern nur mit einem Schleifstein nass geschliffen und beim Einsatz nachgewetzt.

### Einstellung der Sense
Neben einem scharfen Sensenblatt ist für ein gutes Mähergebnis auch die korrekte Einstellung und Montage des Blattes am Sensenwurf, auch in Bezug auf die Körpergröße des Mähenden, wichtig. Einer der Punkte ist die Prüfung des Winkels zwischen der Längsachse des Blattes und dem Sensenwurf. Dabei wird die Sense versuchsweise mit dem Wurf nach unten um den hinteren Griff als Drehmittelpunkt geschwenkt und dabei anhand einer (z. B. an einer Hauswand angebrachten) Referenzmarkierung beobachtet, ob das Niveau der Schneide sowohl an der Spitze als auch am Bart während des Hin- und Herschwenkens auf gleicher Höhe liegt. Ist dies der Fall, steht die Sense „im Zirkel“. Bei längeren Blättern sollte das Blatt etwas hereingestellt werden (mehr zum Mähenden hin deuten). Hereinstellen (= Spitze liegt beim Schwenken näher am Drehpunkt als der Bart bzw. deutet mehr zum Mähenden hin) verursacht pro Mähschwung einen geringeren Schnittfortschritt, dafür aber auch weniger Kraftaufwand.
Ein weiterer Punkt ist die Einstellung der richtigen Schneidenhöhe. In der Mäh-Grundstellung sollte die Schneide einen Bodenabstand von 5 bis 10 mm haben, wenn das Sensenblatt auf dem Boden aufliegt. Die Korrektur dieses Wertes erfolgt durch Bearbeiten des Sensenwurfes an der Auflagefläche der Hamme oder durch Beilegen eines kleinen Hartholzkeiles zwischen den Auflageflächen von Wurf und Hamme. Dieser Keil kann vor dem endgültigen Festziehen der Klemmschrauben des Sensenringes so verschoben werden, dass sich ein korrekter Bodenabstand der Schneide ergibt.

## Geschichte
Die ersten beidhändig zu führenden Sensen tauchen zu Beginn der Eisenzeit in Mitteleuropa auf. Erst noch mit relativ kurzem Stiel, wobei Blatt und Stiel sich auf einer Ebene befanden. Das Arbeiten war wohl nur in gebückter oder hockender Stellung möglich. In der Latènezeit entwickelte sich aus diesen Vorläufern die moderne Sense mit längerem Stiel und abgewinkeltem Blatt, so dass ein bodennahes Abschneiden der Pflanzen in aufrechter Stellung möglich war. Diese Sensen befanden sich dann auch bei den Römern, Kelten, Germanen und Slawen im Einsatz.
Bereits in frühmittelalterlichen Monatsbildern sind neben Sicheln und anderen Erntewerkzeugen auch Darstellungen von Sensen zu finden. Während der Bauernkriege wurde die Sense von den rebellierenden Bauern als einfache Waffe verwendet.
Die Sense ist auch bekannt als das Werkzeug der Schnitter und des Gevatter Tod (der „Sensenmann“).
Heutzutage ist die Sense im Agrarbereich für die großflächige Ernte durch den Mähdrescher, den Mähbalken oder den Kreiselmäher ersetzt worden. In Haushalten mit Garten dominieren jetzt Rasenmäher und Motorsense. Allerdings ist sie für die Mahd in schwer zugänglichen Gebieten nach wie vor das Mittel der Wahl, auch in ärmeren Ländern besticht sie noch heute, da sie weder Treibstoff noch aufwändige Wartung benötigt. Auch in den Alpenländern hat die Sense unter den Bergbauern noch nicht ausgedient. Ebenso erlebt die Sense eine Renaissance bei Hobbybauern, Naturschützern und Gärtnern, da sie sich gut zur Pflege von naturnahen und bienenfreundlichen Blumenwiesen eignet; es ist eine steigende Nachfrage nach Mäh- und Dengelkursen festzustellen.
In der Forstwirtschaft werden zunehmend Sonderformen der Sense, die sogenannten Freistellungssensen zur Jungbestandspflege verwendet. Es handelt sich hierbei um eine schwere Sense mit einem kurzen und starken Blatt. Durch den robusten Aufbau kann diese Sense auch Himbeer- und Brombeersträucher abmähen, um zu verhindern, dass diese die jungen Bäume in einer Aufforstung ersticken. Die Freistellungssense hat hierbei gegenüber dem Freischneider den Vorteil, dass ein schonendes und gezieltes Auskesseln um die jungen Bäume möglich ist, ohne diese zu verletzen.

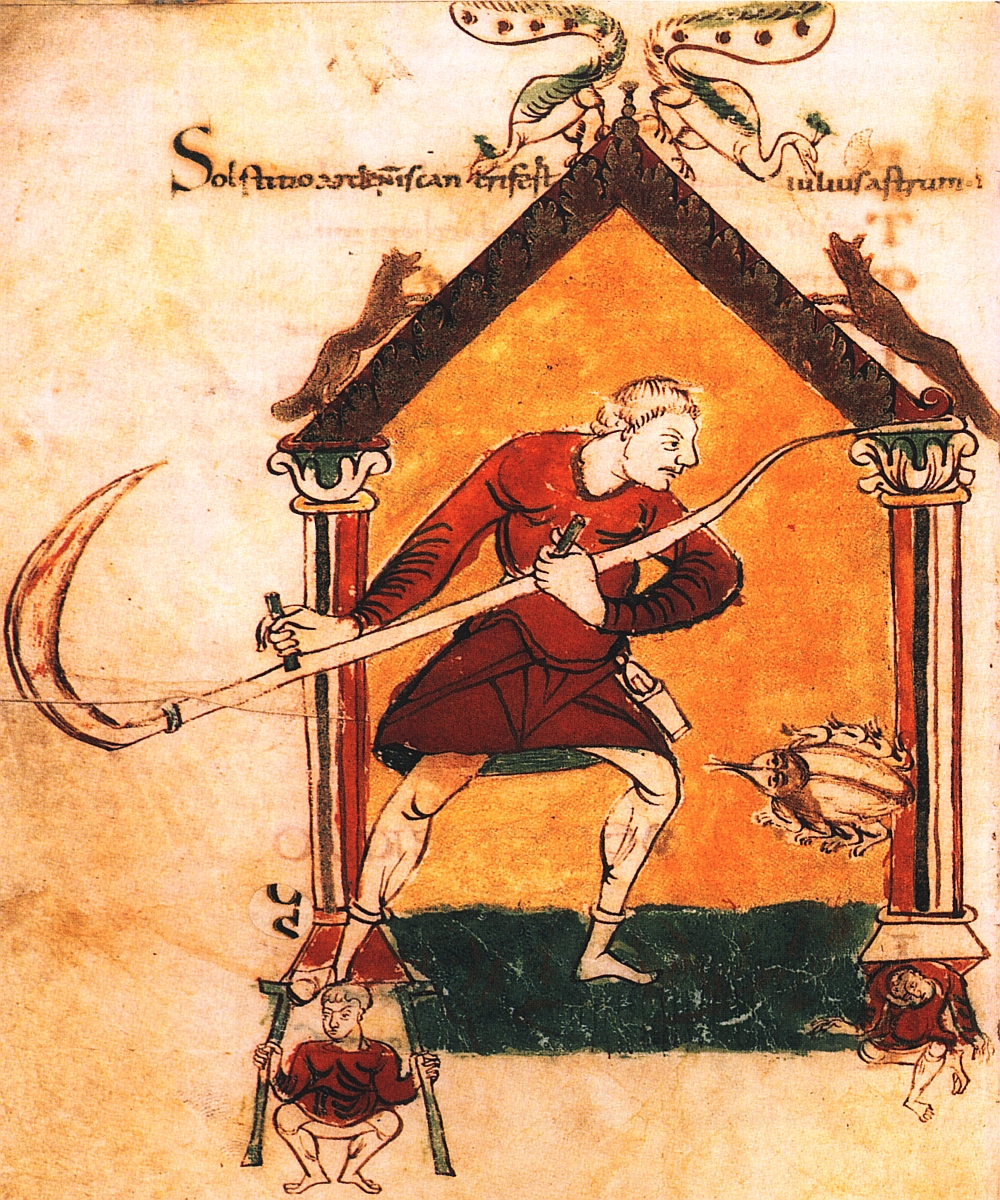
Bauer mit Sense, um 850
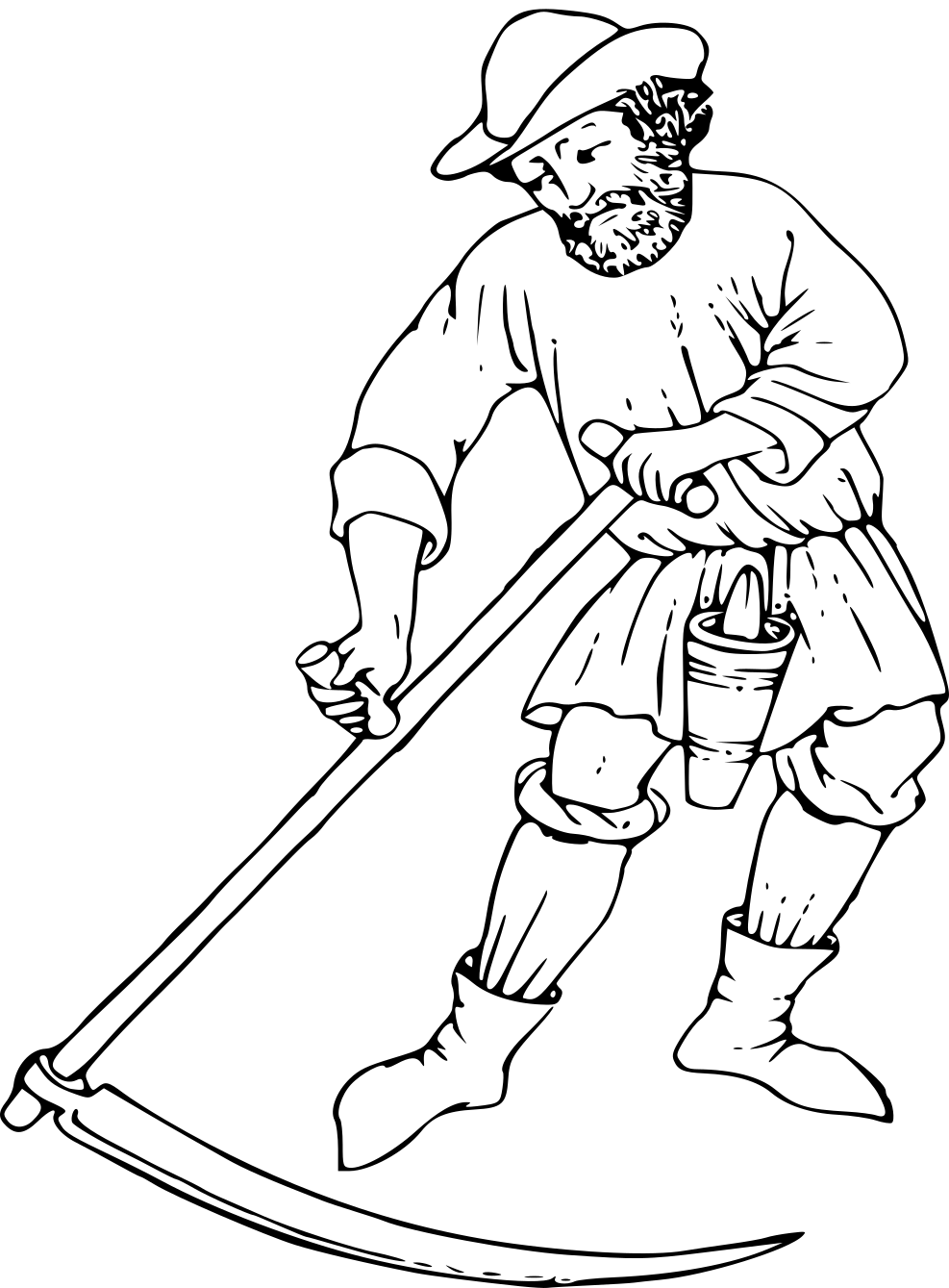
Mittelalterliches Mähen mit umgebundenem Wetzstein
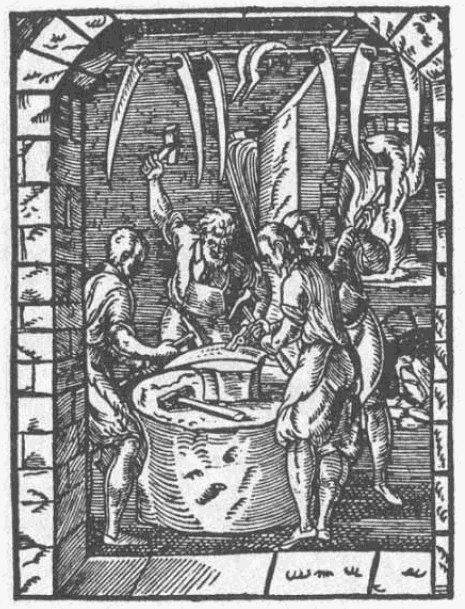
Sensenherstellung um 1568
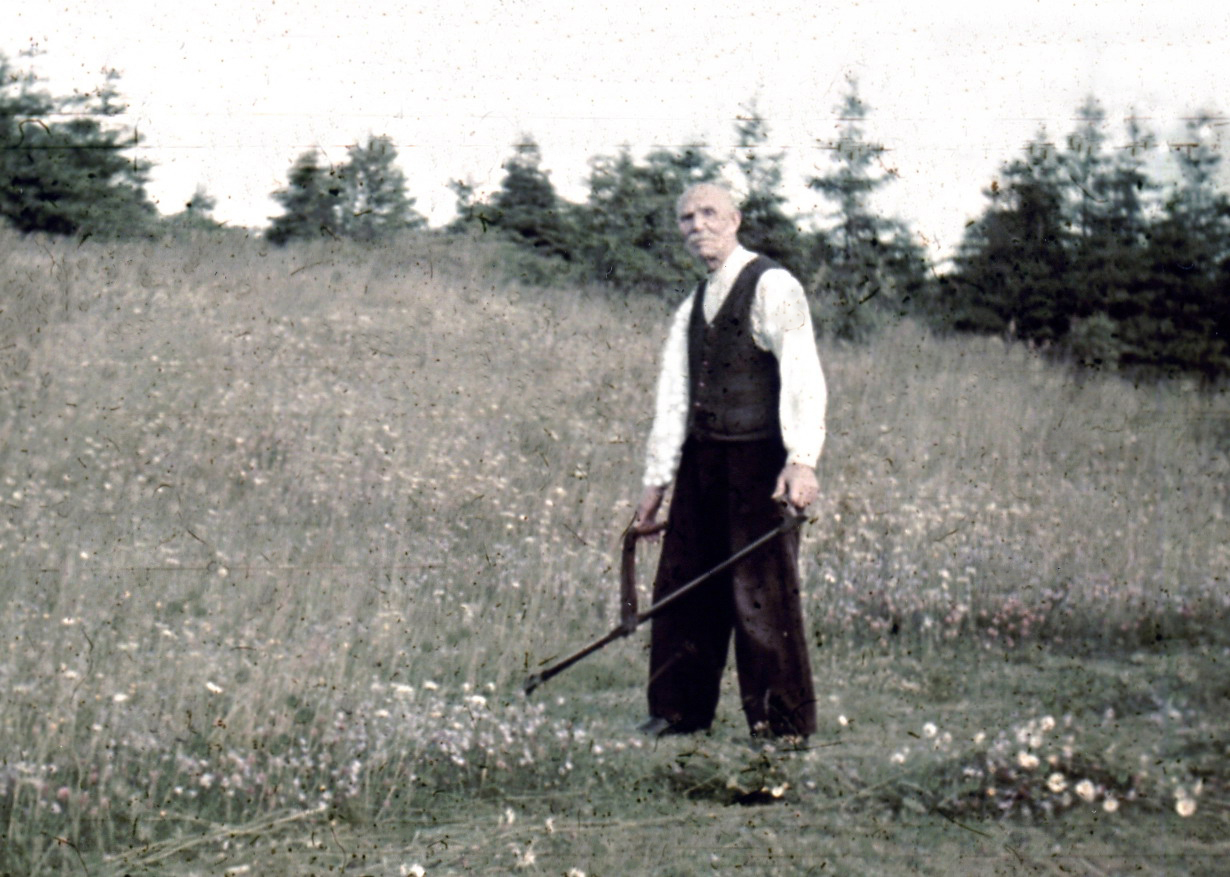
Grasmahd mit Sense, bei Haselbach, Thüringer Wald, Anfang der 1940er Jahre
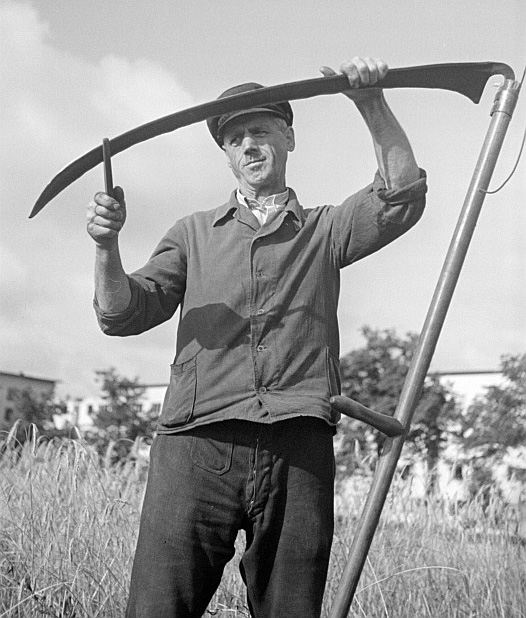
Wetzen der Sense, 1945
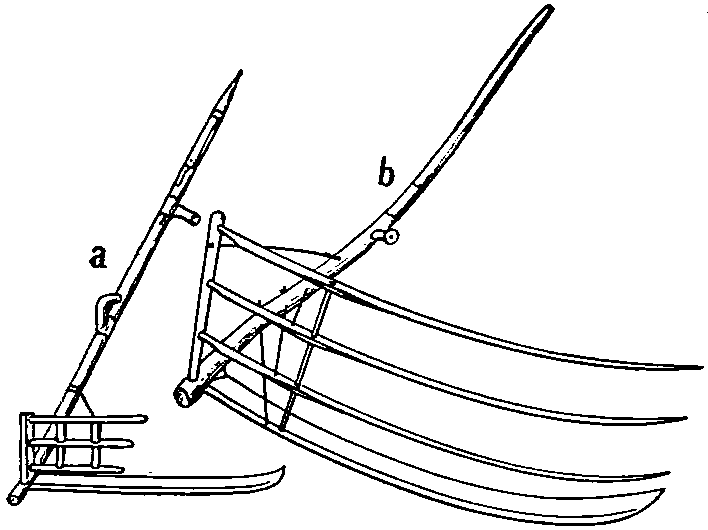
Sensen mit Reff (Korbsensen) zur Getreideernte
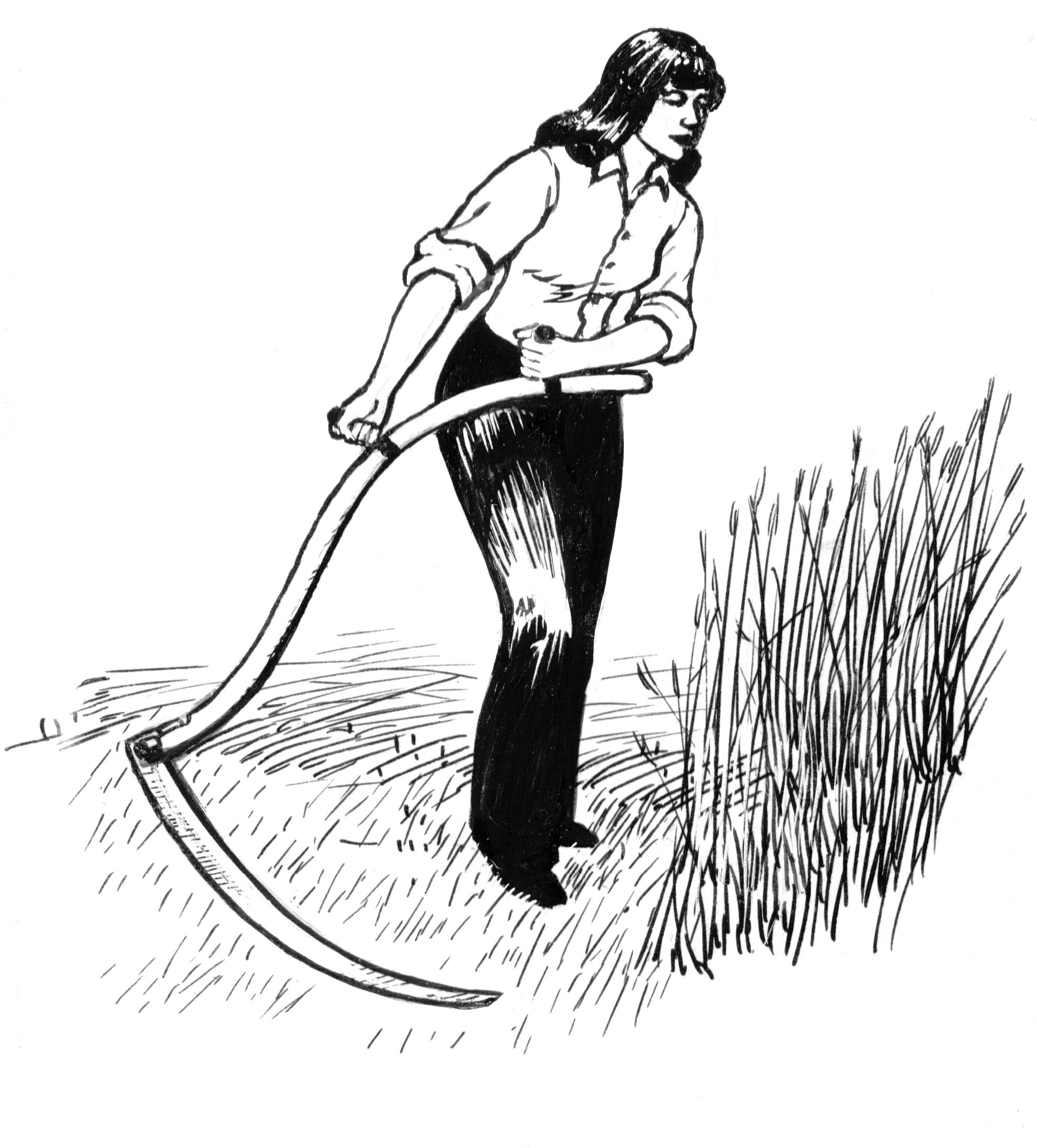
Getreidemahd

## Museen
In Achern (Baden-Württemberg) findet man das Sensen-Handwerk-Stadtmuseum Achern. Der Museumsbesucher vollzieht beim Rundgang nach, wie in 30 Arbeitsschritten aus einem kleinen Stahlstück eine elastisch schwingende Sense entsteht. Gleichzeitig bekommt er Einblicke in die Geschichte der Technik. Der dabei dargestellte Fertigungsprozess kann als Musterbeispiel für frühindustrielle Fertigung und Arbeitsverhältnisse angesehen werden.
Im Freilichtmuseum Hagen wird die Herstellung von Sensen und Sicheln durch eine mit Wasserkraft betriebene Hammerschmiede gezeigt. Die Fertigung ist der in Achern ähnlich. Die Sensen werden in einem verkürzten Verfahren in einer Hitze hergestellt, um die Bearbeitungszeit abzukürzen. Das Industriemuseum Freudenthaler Sensenhammer in Leverkusen-Schlebusch zeigt ebenfalls einen mit Wasserkraft betriebenen industriellen Sensenhammer.
In Micheldorf in Oberösterreich befindet sich das OÖ. Sensenschmiedemuseum. In vier Gebäuden wird die Unternehmenskultur sowie die Arbeits- und Lebenswelt der Sensenschmiede gezeigt. Alltagsszenen und geschichtlich bedeutende Momente aus dem Leben der „Schwarzen Grafen“ und ihrer Schmiede, ihrer Frauen und Kinder werden mit über 40 lebensgroßen Figurengruppen nacherzählt.
In Walsheim, einem Dorf in der Biosphärenregion Bliesgau, befindet sich eine Sensenwerkstatt. Die Sensenwerkstatt ist eine Museumswerkstatt, die sich der Pflege und Weitergabe alter Handwerkskunst sowie der ökologischen Natur- und Landschaftspflege widmet. In der Werkstatt selbst sind allerlei Gerätschaften, Werkzeuge und Bilddokumente rund um das Mähen mit der Sense ausgestellt.
In dem Baiersbronner Teilort Friedrichstal bei Freudenstadt im Schwarzwald befindet sich das Schmiedemuseum "Königshammer". Es geht zurück auf die 1761 in Friedrichtal gegründete Hammerschmiede der Schwäbischen Hüttenwerke. Unter den mit Wasserkraft und Treibriemen angetriebenen Schmiedehämmern wurde bis in die 1960er Jahre weltweit vertriebene Sensen hergestellt.

## Heraldik
Die Sense ist als gemeine Figur in der Heraldik in vielen Kommunalwappen anzutreffen. Zwei Arten sind gebräuchlich. Einmal wird die Sense mit Stiel in das Wappen genommen und oft mit anderen landwirtschaftlichen Geräten gekreuzt. Der Rechen oder die Heugabel sind dafür gut geeignet. Die zweite Form im Wappen ist die Darstellung nur des Sensenblattes, so in Oberding oder im liechtensteinischen Triesen. Oft sind bis zu drei dieser Schneidklingen pfahlweise gestellt, aber eine Farbe für alle. Die Lage und Richtung der Klingen ist bei der Beschreibung zu melden. Bei der Tingierung sind ansonsten alle heraldischen Farben möglich. Der Stiel wird gern in Gold dargestellt. Eine Sense soll im Wappen die Landwirtschaft verkörpern.

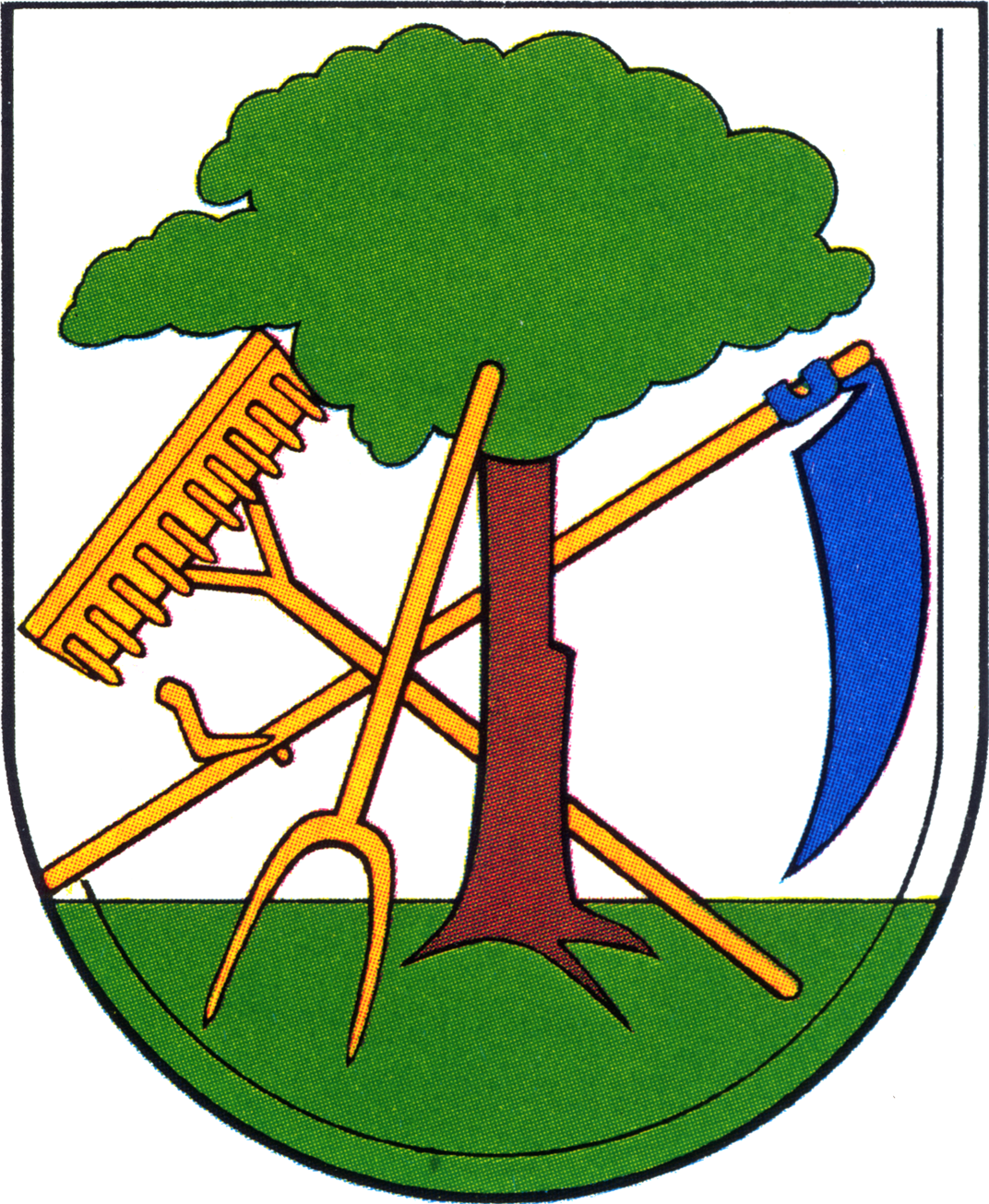
(Berlin-Niederschönhausen)
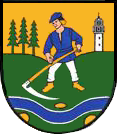
Redendes Wappen von Niederwiesa
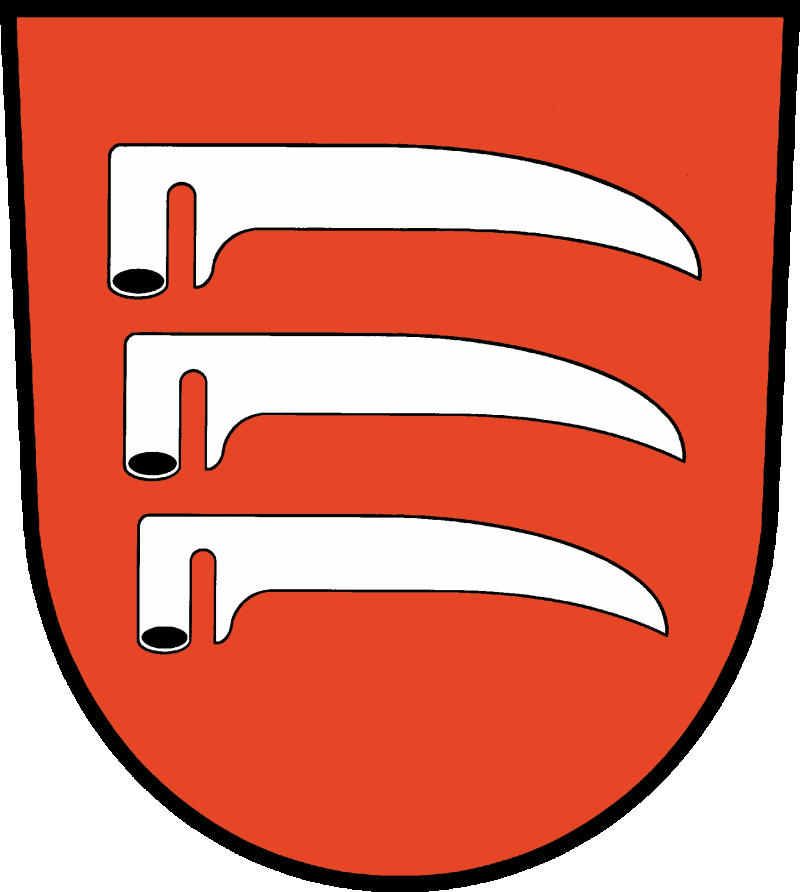
Sensenblätter (Friedland/Niederlausitz)
(Herbligen)